# CaixaForum Barcelona
CaixaForum  —  культурний центр, управління яким здійснюється фондом "la Caixa".  Центр розташований на пагорбі Монжуїк. Мета — поширення культури шляхом організації заходів та виставок, які в основному є безкоштовними. CaixaForum розташовано в будівлі колишньої фабрики Casaramon, побудованої у стилі модерн, розробленої Жузеп Пуч-і-Кадафалком — іспанським архітектором і політиком. Вхід до будівлі спроектував японський архітектор Арата Ісодзакі.